# Good Kid, M.A.A.D City
Good Kid, M.A.A.D City (gestileerd als good kid, m.A.A.d city) is het tweede album van de Amerikaanse rapper Kendrick Lamar. Het werd op 22 oktober 2012 uitgebracht door Top Dawg, Aftermath en Interscope. Good Kid, M.A.A.D City betekende Lamars labeldebuut op Aftermath (onderdeel van Universal) nadat hij in 2011 het album Section.80 had uitgebracht op het onafhankelijke label Top Dawg.

## Geschiedenis
De productie werd verzorgd door beroemdheden als Pharrell Williams en Dr. Dre maar ook door minder bekenden, omdat Lamar wilde werken met producers met wie hij zich in de muziekwereld gevestigd had. Het album vertelt het verhaal van een puberende Kendrick die opgroeit in de omstreden stad Compton in Californië. Onder andere liefdesverhalen en de groepsdruk die Kendrick in zijn tienerjaren maakten tot wat hij nu is passeren de revue.
Er werden twee singles uitgebracht voordat het album verscheen, "The Recipe" en "Swimming Pools (Drank)", die het beide goed deden. Ook de afsluiter van het album "Compton", waaraan Dr. Dre meewerkte, werd uitgebracht om het album te promoten.
Good Kid, M.A.A.D City was in financieel opzicht succesvol. Het album kwam de Billboard 200 binnen met 242.000 verkochte exemplaren en ook de weken erna bleef het goed verkopen. Op 8 december 2012 was het album reeds 481.000 keer over de toonbank gegaan, wat het totaal op 481.000 brengt, dicht bij een gouden plak.

## Verkoopcijfers
Op 29 oktober debuteerde het album op nr. 2 in de Bilboard 200 met 242.000 verkochte exemplaren. Na zeven weken waren er in totaal 481.000 exemplaren verkocht.

## Tracklist
| 1.                 | Sherane a.k.a. Master Splinter's Daughter                     | Kendrick Duckworth, Christopher Whitacre, Justin Henderson                                          | Tha Bizness                                                                                                | 4:33  |
| 2.                 | Bitch, Don't Kill My Vibe                                     | Duckworth, Mark Spears, Braun, Vindahl Friis, Lykke Schmidt                                         | Sounwave                                                                                                   | 5:10  |
| 3.                 | Backseat Freestyle                                            | Duckworth, Chauncey Hollis                                                                          | Hit-Boy | 3:32  |
| 4.                 | The Art of Peer Pressure                                      | Duckworth, Rune Rask, Jonas Vestergaard                                                             | Tabu | 5:24  |
| 5.                 | Money Trees (met Jay Rock)                                    | Duckworth, Dacoury Natche, Johnny McKinzie, Victoria Garance Alixe Legrand, Alex Scally             | DJ Dahi | 6:26  |
| 6.                 | Poetic Justice (met Drake)                                    | Duckworth, Elijah Molina, Aubrey Graham, James Harris, Janet Jackson, Terry Lewis                   | Scoop DeVille                                                                                              | 5:00  |
| 7.                 | good kid                                                      | Duckworth, Pharrell Williams                                                                        | Pharrell                                                                                                   | 3:34  |
| 8.                 | m.A.A.d city (met MC Eiht)                                    | Duckworth, Spears, Ricci Riera, Axel Morgan, Aaron Tyler                                            | Sounwave, THC, Terrace Martin (add.)                                                                       | 5:50  |
| 9.                 | Swimming Pools (Drank) (Extended Version)                     | Duckworth, Tyler Williams                                                                           | T-Minus | 5:13  |
| 10.                | Sing About Me, I’m Dying of Thirst                            | Duckworth, Gabe Stevenson, D. Hutchins, Q. Jones, Alan Bergman, Marilyn Bergman, Spears             | 'Sing About Me' produced by Like of Pac Div 'I’m Dying of Thirst' produced by Skhye Hutch, Sounwave (add.) | 12:03 |
| 11.                | Real (met Anna Wise)                                          | Duckworth, Terrace Martin                                                                           | Terrace Martin                                                                                             | 7:23  |
| 12.                | Compton (met Dr. Dre)                                         | Duckworth, Justin Smith, Charles Richard Cason, Sly Jordan                                          | Just Blaze                                                                                                 | 4:08  |
| 13.                | Bitch, Don't Kill My Vibe (Remix) (met Jay-Z)                 | Duckworth, Spears, Braun, Friis, Schmidt, Shawn Carter                                              | Sounwave                                                                                                   | 4:38  |
| 14.                | The Recipe (Deluxe edition bonus track) (met Dr. Dre)         | Duckworth, Molina, Eric Cardona, Gabe D'Amico, Dev Gupta, Andrea Estella, Bryan Ujueta, Andre Young | Scoop DeVille                                                                                              | 5:52  |
| 15.                | Black Boy Fly (Deluxe edition bonus track)                    | Duckworth, Columbus Smith, Dawaun Parker                                                            | Rahki, Dawaun Parker (co.)                                                                                 | 4:38  |
| 16.                | Now or Never (Deluxe edition bonus track) (met Mary J. Blige) | Duckworth, Jazmine Sullivan, Jack Splash                                                            | Jack Splash                                                                                                | 4:17  |
| Totale duur: 72:54 |                                                               | | |       |